# Philodendron radiatum
Philodendron radiatum är en kallaväxtart som beskrevs av Heinrich Wilhelm Schott. Philodendron radiatum ingår i släktet Philodendron och familjen kallaväxter.

## Underarter
Arten delas in i följande underarter:
- P. r. pseudoradiatum
- P. r. radiatum